# Чирков, Александр Семёнович
Чирко́в Алекса́ндр Семёнович (1 ноября, 1941, г. Камышин, СССР) — доктор филологических наук, профессор, академик АН ВШ Украины. Заслуженный работник образования Украины, почётный профессор, заведующий кафедрой германской филологии и зарубежной литературы Учебно-научного института иностранной филологии Житомирского государственного университета имени Ивана Франко.

## Биография
Александр Семенович родился в семье военнослужащего в г. Камышин Сталинградской (ныне Волгоградской) области. После эвакуации в 1944 году семья вернулась на Украину в г. Житомир. В 1948 году вступил в школу № 6 г. Житомира, которую и закончил в 1958 году с золотой медалью. После школы работал кочегаром в Житомирской конторе связи, старшим пионервожатым в средней школе № 32, а в 1959 году поступил на филологический факультет Житомирского педагогического института, который закончил в 1964 году, получив квалификацию и звание учителя русского языка, литературы и немецкого языка.
После окончания института три года работал учителем немецкого языка в Олевском районе. С 1967 по 1972 работал в г. Горловка учителем немецкого языка (школа № 48), затем — инспектором школ гороно, затем заместителем директора вечерней школы № 1.
Не учась в аспирантуре, написал и защитил в 1972 г. в Институте литературы Академии наук Украины кандидатскую диссертацию «Традиции и новаторство в драматургии Бертольта Брехта». С сентября 1972 г. по февраль 1981 г. работал сначала старшим преподавателем, а затем доцентом кафедры русской и зарубежной литературы Ровенского педагогического института.
С 1981 г. по сей день работает в Житомирском государственном университете сначала доцентом, а затем в течение 16 лет заведующим кафедрой зарубежной литературы, впоследствии — кафедры теории и истории мировой литературы. В настоящее время А. С. Чирков — профессор, заведующий кафедрой германской филологии и зарубежной литературы учебно-научного института иностранной филологии.
В 1989 г., не находясь в докторантуре, защитил в Институте литературы АН Украины докторскую диссертацию «Эпическая драма. Проблемы теории. Поэтика». В 1990 г. ему было присвоено ученое звание профессора. С 1993 г. — академик АН ВШ Украины. В 2009 году — заслуженный работник образования Украины.
По его инициативе в 1992 г. на кафедре теории и истории мировой литературы открыта аспирантура по специальности «Теория литературы». В 2008 г. получено разрешение на открытие докторантуры.
Под его научным руководством молодое поколение литературоведов Житомирского университета исследует актуальные проблемы теории и истории драмы.
В 2006 г. начато проведение в университете всеукраинской конференции «Драматургические чтения», а также международной научной конференции «Брехтовские чтения».

## Научные и творческие интересы
Научные интересы профессора А. С. Чиркова многогранны. Он выступает как историк литературы, театральный критик, театровед. Много внимания А. С. Чирков уделяет также проблемам методики преподавания зарубежной литературы. Он является членом редколлегии ряда профессиональных журналов и научных вестников.
Под его научным руководством 13 молодых ученых уже осуществили серьёзные научные исследования по теории драмы.
Чирков А. С. основал и возглавил редколлегию сборника научных трудов «Брехтовский вестник: Статьи. Доклады. Эссе», осуществляет научное редактирование изданий и входит в редакционную коллегию журналов: «Волынь-Житомирщина. Историко-филологический сборник по региональным проблемам», «Вестник Житомирского государственного университета имени Ивана Франко», студенческого научно-литературного журнала «Semper tiro». С 2012 года является членом редколлегии научного журнала «Эпистема» (Польша).
В 2008 г. им был основан в Житомирском государственном университете «Брехт-Центр», который объединяет исследователей творчества Бертольта Брехта на Украине. По инициативе Чиркова А. С. в 2012 году объявлен ежегодный Всеукраинский конкурс студенческих научных работ, посвященных творчеству Бертольта Брехта, к участию в котором приглашаются студенты высших учебных заведений Украины III—IV уровней аккредитации.
В рамках организованного А. С. Чирковым научно-творческого комплекса «Драматургия» (2011 г.) аспирант кафедры, молодой талантливый режиссёр Житомирского академического украинского музыкально-драматического театра Петр Михайлович Авраменко создал театр-лабораторию «Бурсаки», став его главным режиссёром. Театр-лаборатория «Бурсаки», который вырастает из традиций старинного украинского бурсацкого театра, является уникальным театральным проектом не только для города Житомира, но и для Украины в целом. Изданная в 2012 году книга А. С. Чиркова «Метафоричний театр Петра Авраменка» победила на ежегодном областном конкурсе «Лучшая книга года 2013» в номинации «Особистість і доба» («Личность и время»).
В 2013 году вышла в свет книга притч А. С. Чиркова «Камень и хлеб», а также притча в диалогах «Когда».